# Редклифф (Квинсленд)
Редклифф — город в штате Квинсленд, Австралия, прибрежный жилой пригород региона Моретон Бей на востоке северо-востока полуострова Редклифф, примерно в 28 километрах (17 миль) на северо-северо-восток от центрального делового района Брисбена. Он является центральным деловым районом полуострова Редклифф и его окрестностей.
Название города происходит от «Red Cliff Point» («место красной скалы»), названного исследователем Мэтью Флиндерсом, ссылаясь на красные скалы в Вуди Пойнте. Редклифф стал первой колонией Квинсленда в 1824 году; однако вскоре он был оставлен.
С 1880-х годов Редклифф был популярным морским курортом из-за его близости к Брисбену. Он обслуживается небольшим аэродромом авиации общего назначения — аэропорт Редклифф (ICAO: YRED), расположенный в 2,5 морских милях (4,6 км; 2,9 мили) к северо-западу от Редклиффа в пригороде Ротвелла.

## Демография
В переписи 2011 года население Редклиффа составляло 9 201 человек: 52 % женщин и 48 % мужчин. Средний возраст составлял 44 года, что на 7 лет выше среднего показателя по Австралии. Дети в возрасте до 15 лет составляли 15,5 % населения, люди в возрасте 65 лет и старше — 20,7 % населения. 68,4 % людей, живущих в Редклифф, родились в Австралии, по сравнению со средним показателем по стране 69,8 %; следующими наиболее распространенными странами рождения были Англия 7 %, Новая Зеландия 6,3 %, Шотландия 1 %, Филиппины 0,8 %, Нидерланды 0,7 %. 86,8 % людей говорили только по-английски дома; следующими по популярности языками были 0,5 % итальянский, 0,4 % Тагальский, 0,4 % немецкий, 0,3 % голландский, 0,3 % самоанский.

## История
До европейского поселения полуостров Редклифф был заселён коренным народом Нинги-Нинги. Туземное название было Кей-Ин-Кау-ин, что означает «кровь — кровь» (красная, как кровь).
Редклифф имеет честь быть первым европейским поселением в Квинсленде, впервые посещенным Мэтью Флиндерсом 17 июля 1799 года. Исследователь Джон Оксли рекомендовал губернатору Томасу Брисбену для новой колонии «Red Cliff Point» — названный в честь красных скал, видимых из залива Мортон Бей, — сообщая, что корабли могут плыть при любом приливе и легко приблизиться к берегу. Группа поселилась в Редклиффе 13 сентября 1824 года под командованием лейтенанта Генри Миллера с 14 солдатами, некоторые с женами и детьми, и 29 осужденных. Однако это поселение было заброшено через один год, и колония была перемещена на юг к месту на реке Брисбен в место Северная набережная, 28 км (17 миль) на юг, что обеспечило более надежное водоснабжение.
Редклифф стал сельским районом в 1860-х, и в 1880-х процветал как приморский курортный город. В 1878 году на продажу был выставлен пригородный район под названием Портвуд-Эстейт (рядом с нынешними улицами Портвуд, Шихан и Сильвин) с участками, описанными как «большие, возвышенные, живописные, целебные, с редкой перспективой» в Humpy Bong, который должен был стать «модным местом для водопоя будущего!». Карта поместья показывает железнодорожную линию Редклиффа, заканчивающуюся на железнодорожной станции к северо-востоку от поместья (в районе современной улицы Макнотон). Однако, железнодорожная линия полуострова Редклифф не была открыта до октября 2016 (138 лет спустя), и конечная станция была расположена в соседнем пригороде пригороде Киппа-Ринг.
С 1911 года двухпалубный экскурсионный пароход «Купа» совершал регулярные рейсы к причалу Редклифф. Основным маршрутом для пассажиров был пароход от пирса Сэндгейт до пирса Вуди Пойнт. Мост Хорнибрук, соединяющий Клонтарф в городе Редклифф с Брайтоном в городе Брисбен, был завершен в 1935 году и позволил легко добраться до и из Брисбена на автомобиле, что привело к стремительному развитию пригородов. Это привело к прекращению пароходства по данному маршруту.
Знаменитая кольцевая структура Бора народа Нинги-Нинги, состоящая из двух отдельных колец, большого и малого, соединенных ритуальным путем, когда-то существовала между кольцом Киппа и проспектом Анзак. Аборигены, жившие так далеко, как Нуса, отправлялись туда для проведения церемоний посвящения. Она была разрушена Советом примерно в 1950 году.
В 1958 году семья Гибб из Манчестера, Англия эмигрировала в эту область и называла её домом на некоторое время. Барри, Робин и Морис Гибб создали очень успешную музыкальную группу Bee Gees. В 1959 году водитель Speedcar Билл Гуд из Брисбена, промоутер Redcliffe Speedway (расположенный в Redcliffe Showgrounds) нанял братьев, чтобы развлечь толпы на спидвее из задней части грузовика во время перерыва. Это было первое в истории публичное выступление трио. В письме в музей Редклиффа в 1999 году Барри Гибб писал: «Запах нефти, шум и атмосфера были невероятными. Это было первое публичное выступление Робина, Мориса и меня в Австралии. Мы пели через систему PA, и люди бросали деньги на трек, и мы встретились с ведущим диджеем Брисбена и гонщиком Биллом Гейтсом, который предложил нам называть себя BG и даже играл наши песни на его радиошоу „Swinging' Gates' Platter Chatter“. Поэтому Редклифф стал родиной Bee Gees.»
Первый высотный жилой дом был построен вдоль Marine Parade в 1974 году. Десятилетия интерес к подобному строительству был ограничен — до 2000 года на всем полуострове было всего четыре многоквартирных дома выше 6 этажей. Возобновленный интерес к Редклиффу как к приморскому стилю жизни произошел в 2000-х и 2010-х годах, и в результате высокий рост и развитие произошли во всех районах Редклиффа вдоль береговой линии.
В 1975 году платный проезд по Хорнибрук шоссе был отменён.
Современная библиотека Редклиффа открылась в 2000 году.

## Объекты всемирного наследия
Редклифф имеет ряд объектов наследия, в том числе:
- Мемориал проспекта Анзак[англ.][13]
- 395 Oxley Avenue: Пожарная часть Редклиффа[англ.][14]
- 133—137 Redcliffe Parade: торговый центр Comino's[англ.][15]
- 185 Redcliffe Parade: бывшие палаты городского совета Редклиффа[англ.][16]

## Достопримечательности и особенности
Достопримечательности, такие как пляж Саттонс (расположение Луна-парка Редклифф (1944 to 1966)), пристань Редклиффа, Лагуна Сеттлмент-Коув, музей Редклиффа, Ботанический сад Редклиффа и выставочный центр Редклиффа находятся в пригороде Редклиффа. Весь район Редклифф Парэйд является домом для множества ресторанов и закусочных, включая удостоенный наград итальянский ресторан Rustic Olive и отель Mon Komo. По воскресеньям причальные рынки проходят вдоль улицы Редклифф Парэйд и в последние годы были значительным событием для местных предприятий с многотысячными толпами участников.
Помимо небольших событий, в сентябре каждого года Редклифф празднует своё историческое событие — первое европейское поселение в Квинсленде с фестивальным событием Redcliffe. Этот фестиваль в основном проводится в Redcliffe CBD на улице Redcliffe Parade, которая перекрывается для движения в течение большей части дня. Другие достопримечательности в рамках этого фестиваля включают KiteFest, Jetty Fiesta, KiteFest Live и Spring Break Beach Party с постоянным интересом со стороны местных общественных групп и спонсоров для создания более крупных и привлекательных событий каждый год.
Статуя и аллея в честь Bee Gees были открыты Барри Гиббом 14 февраля 2013 года. Барри вернулся, чтобы открыть вторую часть аллеи 9 сентября 2015 года.
Региональный Совет Моретон Бей управляет публичной библиотекой на 476 Оксли Авеню.

## Образование
- Католический колледж Южного Креста[англ.]
- Государственная средняя школа Редклиффа[англ.][21]
- Специальная школа Редклиффа открылась в 1964 году[21]

## Спорт
Ряд известных спортивных команд представляют данную местность. Некоторые из них — Sandgate-Redcliffe Gators, Redcliffe Dolphins, Redcliffe Tigers, Peninsula Power FC и Redcliffe Padres. В Редклиффе проводят единственные гонки на упряжке в Квинсленде, которые проходят к северу от Брисбена в Redcliffe Harness Racing & Sporting Club.